# Google Hacking
Google hacking, também denominado Google dorking, é uma técnica utilizada por hackers que emprega o mecanismo de busca Google e outras ferramentas da empresa para identificar vulnerabilidades na configuração ou no código-fonte de sítios web. Além disso, o Google dorking pode ser aplicado na obtenção de informações de fontes públicas, conhecido como OSINT (Open Source Intelligence).

## Básico
Google hacking envolve o uso de operadores avançados na busca do Google para localizar erros específicos em resultados. Exemplos comuns incluem métodos para encontrar versões vulneráveis de aplicativos web. Uma busca como intitle:admbook intitle:Fversion filetype:php pode localizar todas as páginas web que contêm texto específico no código-fonte. É comum que aplicações exibam suas versões no código, por exemplo, "Powered by XOOPS 2.2.3 Final".
Dispositivos conectados à internet também podem ser encontrados. A expressão inurl:"ViewerFrame?Mode=" localiza câmeras web públicas.
Outra pesquisa útil é intitle:index.of seguida de uma palavra-chave, que lista arquivos em servidores. Por exemplo, intitle:index.of mp3 retorna arquivos MP3 disponíveis em vários servidores.
Usar símbolos ou palavras específicas na pesquisa torna os resultados mais precisos.
- A busca do Google geralmente ignora pontuação.[4]
- Não se deve colocar espaços entre símbolos ou palavras. A pesquisa site:wikipedia.org funciona, mas site: wikipedia.org não.[4]

## Operadores avançados
Diversos operadores avançados podem ser utilizados para explorar vulnerabilidades em sites, podendo ser aplicados individualmente ou em conjunto.
| Operador     | Exemplo                                          | Propósito                                           | Web                  | Imagens              | Grupos        | Notícias             |
| ------------ | ------------------------------------------------ | --------------------------------------------------- | -------------------- | -------------------- | ------------- | -------------------- |
| site         | site:https://pt.wikipedia.org/wiki/Wikipédia     | Pesquisa um site específico                         | não                  | sim                  | sim           | completamente        |
| related      | related:wikipedia.org                            | Pesquisa por sites relacionados                     |                      |                      |               |                      |
| cache        | cache:wikipedia.org                              | Pesquisa com os sites salvos no cache do Google     |                      |                      |               |                      |
| intitle      | intitle:wikipedia                                | Pesquisa o título de uma página                     | sim                  | sim                  | sim           | sim                  |
| allintitle   | intitle:wikipedia                                | Pesquisa o título de uma página                     | sim                  | sim                  | sim           | sim                  |
| subject      |                                                  | Pesquisa por assunto                                | parecido com intitle | parecido com intitle | sim           | parecido com intitle |
| inurl        | inurl:pt.wikipedia.org                           | Search URL                                          | não                  | sim                  | completamente | parecido com intitle |
| allinurl     | allinurl:wikipedia                               | Search URL                                          | sim                  | sim                  | sim           | parecido com intitle |
| filetype:env | filetype:pdf inurl:pt.wikipedia.org filetype:php | procura arquivos específicos                        | sim                  | sim                  | completamente |                      |
| intext       | intext:wiki                                      | Procura apenas no texto da página                   | sim                  | sim                  | sim           | sim                  |
| allintext    | allintext:wiki                                   | Procura apenas no texto da página                   | sim                  | sim                  | sim           | não                  |
| ""           | "Wikipedia"                                      | procura por um padrão exato                         |                      |                      |               |                      |
| +            | jaguar + car                                     | procura por mais de uma palavra                     |                      |                      |               |                      |
| -            | jaguar speed -car                                | exclue palavras da pesquisa                         |                      |                      |               |                      |
| OR           | jaguar OR car                                    | combina duas palavras na pesquisa                   |                      |                      |               |                      |
| *            | how to * to Wikipedia                            | operador coringa, pode ser tudo e nada na expressão |                      |                      |               |                      |
| link         | link:wikipedia                                   | pesquisa por links de páginas                       | sim                  | sim                  | sim           | completamente        |
| inanchor     |                                                  | procura o texto de hiperlinks                       | sim                  | sim                  | completamente | sim                  |
| numrange     |                                                  | pesquisa um leque de números                        | sim                  | sim                  | sim           | completamente        |
| daterange    |                                                  | pesquisa em um espaço de data específico            | sim                  | completamente        | completamente | completamente        |
| author       |                                                  | Pesquisa autores                                    | sim                  | sim                  | sim           | completamente        |
| group        |                                                  | Group name search                                   | sim                  | sim                  | sim           | completamente        |
| msgid        |                                                  | Group msgid search                                  | completamente        |                      | sim           |                      |
| imagesize    | imagesize:320x320                                | Pesquisa o tamanho da imagem                        |                      |                      |               |                      |
| @            | @wikipedia                                       | Pesquisa em redes sociais                           |                      |                      |               |                      |
| #            | #wiki                                            | pesquisa para hashtags                              |                      |                      |               |                      |
| $            | camera $400                                      | pesquisa preços                                     |                      |                      |               |                      |
| ..           | camera $50..$100                                 | combina a pesquisa de leque de números e preços     |                      |                      |               |                      |

Para uma lista de todos os operadores, tem a referência do próprio Google Busca. Para limitar o uso indevido da ferramenta de busca do Google, foi inserido o método de verificação CAPTCHA após algumas pesquisas avançadas serem realizadas.

## Proteção
O arquivo Robots.txt é amplamente utilizado para otimização de busca e como medida de proteção contra o Google dorking. Seu uso impede que o mecanismo de busca do Google realize mapeamentos indevidos na rede.